# Kvalifikace na Mistrovství světa ve fotbale 1962 (AFC)
Kvalifikace na Mistrovství světa ve fotbale 1962 zóny AFC určila jednoho účastníka mezikontinentální baráže proti týmu z Evropy.
Trojice účastníků vytvořila jednu skupinu, ve které se utkala systémem dvoukolově každý s každým doma a venku. Vítěz skupiny postoupil do mezikontinentální baráže proti týmu z Evropy.

## První fáze
- Indonésie se vzdala účasti.

| Poř. | Tým         | B | Z | V | R | P | VG | IG |
| ---- | ----------- | - | - | - | - | - | -- | -- |
| 1    | Jižní Korea | 4 | 2 | 2 | 0 | 0 | 4  | 1  |
| 2    | Japonsko    | 0 | 2 | 0 | 0 | 2 | 1  | 4  |

| Datum                   | Domácí      | Výsledek | Hosté       |
| ----------------------- | ----------- | -------- | ----------- |
| 6. listopadu 1960, Soul | Jižní Korea | 2 – 1    | Japonsko    |
| 11. června 1961, Tokio  | Japonsko    | 0 – 2    | Jižní Korea |

Jižní Korea postoupila do mezikontinentální baráže proti týmu z Evropy.